# Prefontaine Classic 2018
Navigation
Édition précédente Édition suivante
La Prefontaine Classic 2018 se déroule les 25 et 26 mai 2018 au stade Hayward Field d'Eugene, aux États-Unis. Il s'agit de la troisième étape de la Ligue de diamant 2018.

## Résultats

### Hommes
| Rang | Athlète                  | Temps        | Points |
| ---- | ------------------------ | ------------ | ------ |
| 1    | Noah Lyles               | 19 s 69 (PB) | 8      |
| 2    | Jereem Richards          | 20 s 05      | 7      |
| 3    | Aaron Brown              | 20 s 07      | 6      |
| 4    | Anaso Jobodwana          | 20 s 42      | 5      |
| 5    | Nethaneel Mitchell-Blake | 20 s 51      | 4      |
| 6    | Ameer Webb               | 20 s 56      | 3      |
| 7    | Ramil Guliyev            | 20 s 57      | 2      |
| 8    | Isaac Makwala            | DNF          |        |

| Rang | Athlète            | Temps   | Points |
| ---- | ------------------ | ------- | ------ |
| 1    | Omar McLeod        | 13 s 01 | 8      |
| 2    | Sergueï Choubenkov | 13 s 08 | 7      |
| 3    | Devon Allen        | 13 s 13 | 6      |
| 4    | Orlando Ortega     | 13 s 17 | 5      |
| 5    | Ronald Levy        | 13 s 26 | 4      |
| 6    | Aries Merritt      | 13 s 27 | 3      |
| 7    | Andrew Pozzi       | 13 s 51 | 2      |
| 8    | Aleec Harris       | 13 s 52 | 1      |

| Rang | Athlète                | Temps         | Points |
| ---- | ---------------------- | ------------- | ------ |
| 1    | Benjamin Kigen         | 8 min 9 s 07  | 8      |
| 2    | Conseslus Kipruto      | 8 min 11 s 71 | 7      |
| 3    | Evan Jager             | 8 min 11 s 71 | 6      |
| 4    | Amos Kirui             | 8 min 15 s 23 | 5      |
| 5    | Nicholas Kiptanui Bett | 8 min 15 s 52 | 4      |
| 6    | Jairus Birech          | 8 min 18 s 76 | 3      |
| 7    | Hillary Bor            | 8 min 21 s 51 | 2      |
| 8    | Paul Kipsiele Koech    | 8 min 23 s 22 | 1      |

| Rang | Athlète            | Marque | Points |
| ---- | ------------------ | ------ | ------ |
| 1    | Mutaz Essa Barshim | 2,36 m | 8      |
| 2    | Danil Lysenko      | 2,32 m | 7      |
| 3    | Wang Yu            | 2,32 m | 6      |
| 4    | Erik Kynard        | 2,29 m | 5      |
| 5    | Jeron Robinson     | 2,26 m | 4      |
| 6    | Andriy Protsenko   | 2,26 m | 3      |
| 7    | Mateusz Przybylko  | 2,26 m | 2      |
| 8    | Donald Thomas      | 2,21 m | 1      |

| Rang | Athlète          | Marque  | Points |
| ---- | ---------------- | ------- | ------ |
| 1    | Christian Taylor | 17,73 m | 8      |
| 2    | Will Claye       | 17,46 m | 7      |
| 3    | Almir dos Santos | 17,35 m | 6      |
| 4    | Alexis Copello   | 17,24 m | 5      |
| 5    | Dong Bin         | 17,22 m | 4      |
| 6    | Max Hess         | 16,95 m | 3      |
| 7    | Nelson Évora     | 16,93 m | 2      |
| 8    | Chris Benard     | 16,88 m | 1      |

| Rang | Athlète        | Marque       | Points |
| ---- | -------------- | ------------ | ------ |
| 1    | Ryan Crouser   | 22,53 m (MR) | 8      |
| 2    | Michał Haratyk | 21,97 m (PB) | 7      |
| 3    | Darlan Romani  | 21,95 m (PB) | 6      |
| 4    | Tomas Walsh    | 21,84 m      | 5      |
| 5    | Darrell Hill   | 21,19 m      | 4      |
| 6    | Ryan Whiting   | 20,64 m      | 3      |
| 7    | David Storl    | 20,49 m      | 2      |
| 8    | Joe Kovacs     | 20,36 m      | 1      |

| \| Rang \| Athlète \| Marque \| Points \| \| ---- \| ------------------ \| ------------ \| ------ \| \| 1 \| Thomas Röhler \| 89,88 m (MR) \| 8 \| \| 2 \| Johannes Vetter \| 89,34 m \| 7 \| \| 3 \| Andreas Hofmann \| 86,45 m \| 6 \| \| 4 \| Jakub Vadlejch \| 85,40 m \| 5 \| \| 5 \| Magnus Kirt \| 83,13 m \| 4 \| \| 6 \| Neeraj Chopra \| 80,81 m \| 3 \| \| 7 \| Ahmed Bader Magour \| 78,16 m \| 2 \| \| 8 \| Petr Frydrych \| 69,67 m \| 1 \| |                    |              |        |
| Rang | Athlète            | Marque       | Points |
| 1 | Thomas Röhler      | 89,88 m (MR) | 8      |
| 2 | Johannes Vetter    | 89,34 m      | 7      |
| 3 | Andreas Hofmann    | 86,45 m      | 6      |
| 4 | Jakub Vadlejch     | 85,40 m      | 5      |
| 5 | Magnus Kirt        | 83,13 m      | 4      |
| 6 | Neeraj Chopra      | 80,81 m      | 3      |
| 7 | Ahmed Bader Magour | 78,16 m      | 2      |
| 8 | Petr Frydrych      | 69,67 m      | 1      |

### Femmes
| Rang | Athlète                        | Temps        | Points |
| ---- | ------------------------------ | ------------ | ------ |
| 1    | Marie-Josée Ta Lou             | 10 s 88      | 8      |
| 2    | Murielle Ahouré                | 10 s 90      | 7      |
| 3    | Elaine Thompson                | 10 s 98      | 6      |
| 4    | Dafne Schippers                | 11 s 01      | 5      |
| 5    | Tori Bowie                     | 11 s 03      | 4      |
| 6    | Dina Asher-Smith               | 11 s 06      | 3      |
| 7    | Blessing Okagbare-Ighoteguonor | 11 s 07      | 2      |
| 8    | Javianne Oliver                | 11 s 10 (PB) | 1      |

| Rang | Athlète                 | Temps   | Points |
| ---- | ----------------------- | ------- | ------ |
| 1    | Shaunae Miller-Uibo     | 49 s 52 | 8      |
| 2    | Phyllis Francis         | 50 s 81 | 7      |
| 3    | Shakima Wimbley         | 50 s 84 | 6      |
| 4    | Jessica Beard           | 50 s 89 | 5      |
| 5    | Stephenie Ann McPherson | 51 s 01 | 4      |
| 6    | Jaide Stepter           | 51 s 17 | 3      |
| 7    | Courtney Okolo          | 51 s 54 | 2      |

| Rang | Athlète            | Temps              | Points |
| ---- | ------------------ | ------------------ | ------ |
| 1    | Caster Semenya     | 1 min 55 s 92 (MR) | 8      |
| 2    | Ajee Wilson        | 1 min 56 s 86      | 7      |
| 3    | Francine Niyonsaba | 1 min 56 s 88      | 6      |
| 4    | Habitam Alemu      | 1 min 57 s 78      | 5      |
| 5    | Charlene Lipsey    | 1 min 58 s 35      | 4      |
| 6    | Margaret Wambui    | 1 min 58 s 67      | 3      |
| 7    | Raevyn Rogers      | 1 min 59 s 36      | 2      |
| 8    | Eunice Sum         | 2 min 0 s 41       | 1      |

| Rang | Athlète          | Temps              | Points |
| ---- | ---------------- | ------------------ | ------ |
| 1    | Shelby Houlihan  | 3 min 59 s 06 (PB) | 8      |
| 2    | Laura Muir       | 3 min 59 s 30      | 7      |
| 3    | Jennifer Simpson | 3 min 59 s 37      | 6      |
| 4    | Rababe Arafi     | 3 min 59 s 51 (PB) | 5      |
| 5    | Winny Chebet     | 4 min 0 s 60       | 4      |
| 6    | Linden Hall      | 4 min 0 s 86 (PB)  | 3      |
| 7    | Brenda Martinez  | 4 min 2 s 65       | 2      |
| 8    | Dawit Seyaum     | 4 min 2 s 81       | 1      |

| Rang | Athlète                    | Temps               | Points |
| ---- | -------------------------- | ------------------- | ------ |
| 1    | Genzebe Dibaba             | 14 min 26 s 89      | 8      |
| 2    | Letesenbet Gidey           | 14 min 30 s 29 (PB) | 7      |
| 3    | Hellen Obiri               | 14 min 35 s 03      | 6      |
| 4    | Gudaf Tsegay               | 14 min 51 s 30      | 5      |
| 5    | Lilian Kasait Rengeruk     | 15 min 1 s 15       | 4      |
| 6    | Margaret Chelimo Kipkemboi | 15 min 1 s 98       | 3      |
| 7    | Meraf Bahta                | 15 min 10 s 20      | 2      |
| 8    | Dominique Scott            | 15 min 10 s 23 (PB) | 1      |

| Rang | Athlète          | Temps   | Points |
| ---- | ---------------- | ------- | ------ |
| 1    | Janieve Russell  | 54 s 06 | 8      |
| 2    | Dalilah Muhammad | 54 s 09 | 7      |
| 3    | Georganne Moline | 54 s 33 | 6      |
| 4    | Sage Watson      | 54 s 81 | 5      |
| 5    | Shamier Little   | 55 s 23 | 4      |
| 6    | Zuzana Hejnová   | 55 s 36 | 3      |
| 7    | Ashley Spencer   | 55 s 58 | 2      |
| 8    | Cassandra Tate   | 55 s 97 | 1      |

## Légende
Records et Performances
- AR : Record continental (area record)
- CR : Record des championnats (championship record)
- MR : Record du meeting (meet record)
- NR : Record national (national record)
- OR : Record olympique (olympic record)
- PR : Record paralympique (paralympic record)
- PB : Record personnel (personal best)
- SB : Meilleure performance personnelle de la saison (season's best)
- WL : Meilleure performance mondiale de l'année (world leader)
- WJR : Record du monde junior (world junior record)
- WR : Record du monde (world record)

Circonstances et Conditions
- DNF : N'a pas terminé (did not finish)
- DNS : N'a pas pris le départ (did not start)
- DQ : Disqualification (disqualification)
- NM : Aucun essai valable enregistré (No Mark)
- Q : Qualifié « directement » au prochain tour (ou à la prochaine compétition), lors d'une compétition majeure, grâce au classement ou à la réalisation des minima (automatic qualifier)
- q : Qualifié au prochain tour (ou à la prochaine compétition), lors d'une compétition majeure, grâce au repêchage ou à la réalisation de l'une des meilleures performances parmi celles des « non qualifiés directement » (grâce au meilleur temps ou à la meilleure distance par exemple) (secondary qualifier)